# Pasión de Brockes

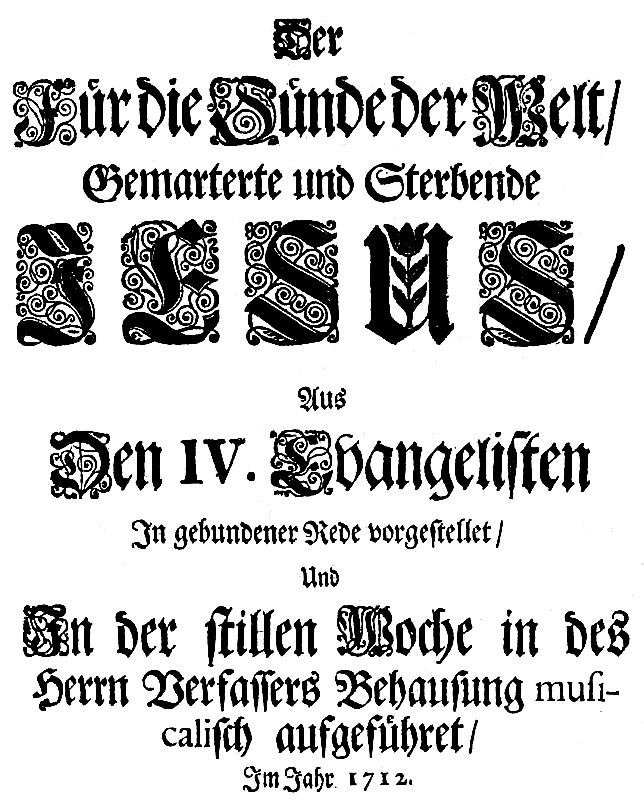
Página de título de la Pasión de Brockes (1712)

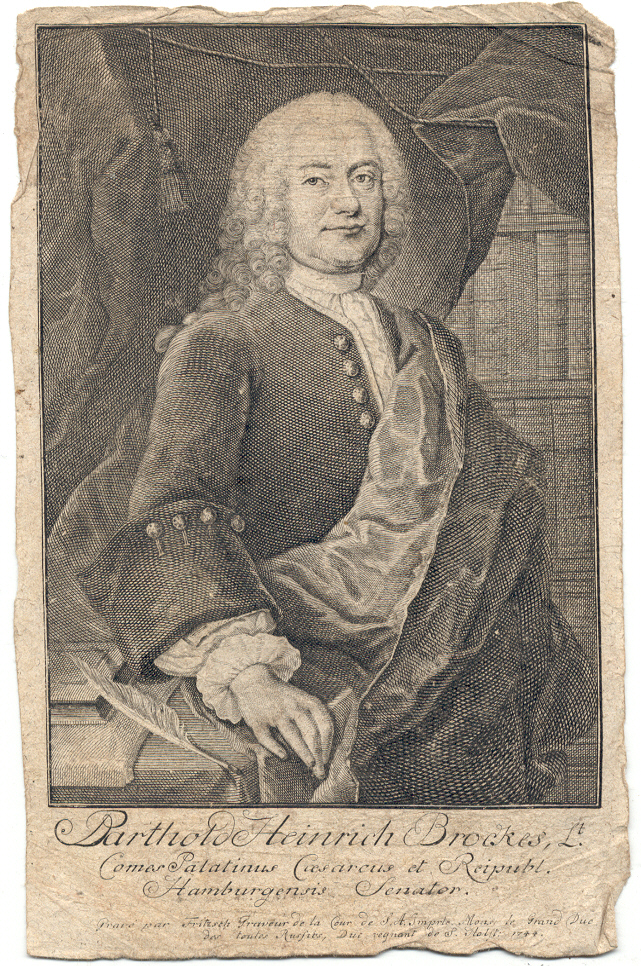
Retrato de Brockes (1744) Grabado realizado por Christian Fritsch (1704–1760)

La Pasión de Brockes, o Der für die Sünde der Welt gemarterte und sterbende Jesus (título en español: La Historia de Jesús, Padeciendo y Muriendo por los Pecados del Mundo), es un libreto de oratorio alemán de Barthold Heinrich Brockes, publicado por primera vez en 1712 y que superó las 30 ediciones en los 15 años siguientes.

## Texto
Barthold Heinrich Brockes fue un influyente poeta alemán que reelaboró la forma tradicional del Oratorio (música)-Pasión, añadiendo poesía reflexiva y descriptiva, a veces de tipo altamente elaborado y emocional,  en la atmósfera de su Pasión. La Pasión de Brockes fue muy admirada y musicada numerosas veces en la Alemania Barroca, a pesar de que en otras épocas y en otros países parte de la poesía Brockes ha parecido de mal gusto. En la versión de la pasión de Brockes, un tenor tiene el papel de Evangelista que narra, en pasajes recitativos, los acontecimientos de los cuatro Evangelios del sufrimiento y muerte de Jesús. Las personas de la historia del Evangelio (Jesús, Pedro, Pilato, etc.) tienen diálogos, también en recitativos; un coro canta pasajes describiendo la declamación de la multitud; y textos poéticos, a veces en la forma de arias, a veces de corales (estilo de himno de piezas corales cortas), que reflejan los acontecimientos. Algunas de las arias son para las personas de la Pasión, Jesús mismo, Pedro, etc., pero María, la madre de Jesús, quién no habla en los hechos de la Pasión narrados en el Evangelio, también tiene una parte de canto. Caracteres "ficticios" como La Hija de Sión, cuatro solistas y un coro de Almas creyentes, también observan y comentan.

## Versiones
La más famosa versión musical del texto de Brockes es la de George Frideric Handel, HWV 48. Otros compositores que musicaron este texto son Reinhard Keiser (1712), Georg Philipp Telemann (1716), Johann Mattheson (1718), Johann Friedrich Fasch (1723), Gottfried Heinrich Stölzel (1725), Johann Caspar Bachofen (1759), y muchos otros más.
Las cuatro versiones en aquel tiempo conocidas, por Keiser, Telemann, Händel y Mattheson, fueron interpretadas en cuatro anocheceres en 1719, 1722, 1723, y 1730.[cita requerida]

### Händel
Desde 1712 Händel, nacido en Alemania, había residido en Londres. No se conoce exactamente por qué o cuándo Händel versionó el texto de la Pasión de Brockes, ya utilizado por numerosos otros compositores,  pero es sabido que el trabajo fue interpretado en Hamburgo en 1719. Es un largo y contemplativo trabajo para solistas vocales, coro y conjunto instrumental con algunos números de gran belleza, como el dúo para María y su hijo.  Los pocos coros, quizás sorprendentemente a la vista de los posteriores trabajos corales de Händel, son breves y superficiales en comparación con las arias, algunas de las cuales son de un estilo operístico, otras con simple acompañamiento de oboe solista o violín obbligato. Johann Sebastian Bach se tomó la tarea de copiar porciones importantes de la Pasión de Händel de su propia mano y estuvo influido por el trabajo en su propia Johannes-Passion.  contribución enteramente digna "del repertorio de su género."

### Telemann
Georg Philipp Telemann escribió la versión de la Pasión de Brockes, Mich vom Stricke meiner Sünden (TWV 5:1), está arreglada para SSSAATTBBB voces con 3  flautas traveseras, flautas dulces, 2 oboes, fagot, 2 violines, viola, violetta, violoncello y continuo. Fue estrenada en el Barfüßerkirche de Fráncfort del Meno el 10 de abril de 1716. Según la autobiografía de Telemann de 1718, su ejecución fue repetida durante la Cuaresma en 1717 o 1718 en Hamburgo o Augsburgo. Además, el 26 de marzo de 1717 en el Neukirche Leipzig, la cual es la primera ejecución documentada de una Pasión Oratorio en Leipzig. Más tarde el 4 de abril de 1719 en el Reventher Dom de Hamburgo, y el 21 de marzo de 1720 en la Drillhaus.
En 1722 la composición fue revisada y ejecutada los días 22, 26, 28, y 30 de marzo. Otra vez ejecutada durante la Cuaresma de 1723 en Hamburgo y el 27 de marzo de 1739 en la iglesia de San Nicolás de Leipzig (bajo la dirección de J. S. Bach.).
Una edición moderna de la partitura fue publicada por Bärenreiter. La Pasión de Telemann fue grabada por McGegan en 1994 (reestrenada en 1996 y 1999), y por Jacobs en 2009.

### Bach
La Pasión según San Juan de Bach usa textos de la Pasión de Brockes en varias arias. Su influencia se siente también en su Pasión según San Mateo, por ejemplo en el diálogo del coro de apertura, y usa su letra en un movimiento.
Bach también ejecutó las versiones de Handel y Telemann de la Brockes Pasión en Leipzig, e incluyó arias de la versión de Handel en su pastiche de la Pasión según San Marcos.